# Home Guard
Home Guard (początkowo Local Defence Volunteers, w skrócie LDV, w tekstach polskich też pod tłumaczonymi nazwami: Gwardia Krajowa, Straż Krajowa, Obrona Narodowa) – obronna organizacja brytyjskiej armii, działająca podczas II wojny światowej. Funkcjonowała od drugiej połowy roku 1940 do końca 1944. W jej skład wchodziło około 1,5 miliona lokalnych wolontariuszy, zazwyczaj niekwalifikujących się do regularnej służby wojskowej, głównie ze względu na wiek, stąd przydomek „Dad's Army” („Armia tatusia”). 
Głównym zadaniem oddziału było wspomaganie regularnych jednostek w obronie granic kraju i utrzymywaniu porządku publicznego w Wielkiej Brytanii oraz inne działania prewencyjne zapobiegające przeprowadzeniu inwazji III Rzeszy na Wyspy Brytyjskie. Jednostki Home Guard były rozlokowywane głównie w rejonach wybrzeży oraz w okolicach punktów ważnych dla przemysłu zbrojeniowego jak i dla prosperowania armii, m.in. lotnisk, fabryk, składów amunicji, większych węzłów kolejowych.
Rząd Rzeczypospolitej Polskiej na uchodźstwie zezwolił przebywającym w Wielkiej Brytanii obywatelom polskim, wolnym od powszechnego obowiązku służby w Polskich Siłach Zbrojnych, na wstępowanie do Home Guard.